# What If (canção de Coldplay)
"What If" é uma canção da banda inglesa da rock alternativo Coldplay. Foi escrito por todos os membros da banda para seu terceiro álbum, X&Y, é a segunda faixa do mesmo. Foi lançado na França e em regiões da Bélgica e da Suíça que falam a língua francêsa, como o quinto single do álbum. Nenhum videoclipe foi feito para a divulgação do single.

## Lançamento e promoção
Coldplay lançou "What If" somente para estações de rádio da França, Bélgica e Suíça como o quinto single do seu terceiro álbum em 27 de junho de 2006. Um CD promocional também foi lançado na Bélgica, assim como no Japão e na Austrália, que continha o remix da canção intitulado "Tom Lord Alge Mix", como um A-Side e "How You See The world (Recorded live at Earls Court)" como o B-Side. Inicialmente, havia vários rumores da canção ter sido escrita sobre o relacionamento entre o cantor Chris Martin e sua esposa Gwyneth Paltrow. Quando a música é tocada ao vivo, Chris Martin coloca uma maçã em seu piano. Como resultado, especula-se que a música é realmente sobre sua filha Apple. A canção não conseguiu atingir nenhuma posição nas paradas nos países em que foi lançado.

## Faixas
| Bélgica (CD e 7") |                                                        |         |  |
| N.º               | Título                                                 | Duração |  |
| 1.                | "What If" (Tom Lord Alge Mix)                          | 5:07    |  |
| 2.                | "How You See The World" (Recorded Live At Earls Court) | 4:16    |  |